# Ágnes Szakály
Ágnes Szakály (* 14. März 1951 in Budapest) ist eine ungarische Cimbalomspielerin.

## Leben
Szakály studierte Cimbalom bei Ida Tarjáni Tóth an der Franz-Liszt-Musikakademie in Budapest. Im Jahr 1974 schloss sie dort erfolgreich ihr Studium ab.
Danach wirkte sie als Solistin, im Duo mit anderen Cimbalomspielerinnen wie Márta Fábián oder Rózsa Farkas und als Orchestermusikerin.
Szakály arbeitete mit einer Reihe von Orchestern zusammen wie dem Orchester der Mailänder Scala, den Berliner Philharmonikern, den Wiener Symphonikern, dem Gewandhausorchester Leipzig, dem Rundfunk-Sinfonieorchester Leipzig, dem Klangforum Wien, dem Orchester des Opernhauses Teatro La Fenice in Venedig, dem Orquesta Sinfónica Nacional von Mexiko sowie dem Budapester Festivalorchester, dem ungarischen Rundfunkorchester und dem nationalen ungarischen Symphonieorchester.
Weiterhin wirkte Szakály bei zahlreichen Aufnahmen für Rundfunk und Fernsehen sowie Schallplattenproduktionen mit.

## Würdigung
Sie erhielt mehrfach den Preis Artisjus-díj,  1993 den Preis Liszt Ferenc-díj sowie 2010 einen Verdienstorden der Republik Ungarn.

## Diskografie (Auswahl)
- Márta Fábián & Ágnes Szakály: J. S. Bach – French Suites BWV 813, 814, 816, Hungaroton, 1981
- Cimbalom, Preludio, 1993
- Music Of 300 Years On Cimbalom, Hungaroton, 1994
- Works for cimbalom by Hungarian Contemporary Composers, Hungaroton, 1997
- Ágnes Szakály & Rózsa Farkas: J. S. Bach: Goldberg Variationen – on two cimbaloms, Hungaroton, 1998
- Parallel Monologues - Contemporary Hungarian Music for Cimbalom, Hungaroton, 2001
- Ágnes Szakály & Zoltán Varga: Repliche – For Horn & Cimbalom, Hungaroton, 2009